# 塔亞卡哈省

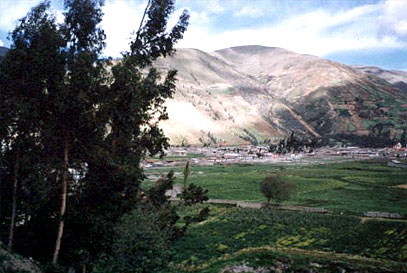

塔亞卡哈省（西班牙語：Provincia de Tayacaja），是秘魯的省份，位於該國中南部萬卡韋利卡大區，首府是潘帕斯，面積3,370平方公里，2005年人口104,378，人口密度為每平方公里30.96人。
12°23′53″S 74°52′04″W / 12.398156°S 74.867728°W